# Муці Фанчань
Муці Фанчань (牧溪法常, 1210 —1269) — китайський художник, буддистський чернець часів Південної Сун.

## Життєпис
Народився 1210 року у Кайфені (провінція Хунань) або в області Шу (провінція Сичуань). Він навчався в монастирі спочатку Ваньнянь на горі Утайшань. Згодом перебирається до Ханчжоу, до монастиря Лютунь. Стає учнем Учжунь Шифаня. До кінця життя прожив тирі, займаючись живописом.

## Творчість
Муці став засновником чаньскої школи живопису, малюван «драконів, тигрів, мавп, журавлів, пейзажі, дерева, камені та людські фігури». Йому все одно, який об'єкт опиняється в полі його творчої уваги. Завданням Муці є зобразити не сам об'єкт, але процес його сприйняття свідомістю чаньского практика, тобто людини, що рухається шляхом від реальності видимих об'єктів до реальності істинної сутності, яка єдина для всього світу різноманітних конкретних форм — і порожня в своїй основі.
Особливо це помітно у пейзажі «Захід над рибальським селом». Це цілком традиційна з погляду композиції картина «гір і вод»: невеликі піднесені ділянки з будівлями і деревами — на передньому плані, на середньому — силуети човнів на водній гладі, що упираються в пологий берег, на задньому у кілька шарів — розчиняються в тумані вершини гір. Цей пейзаж належить до серії «види річок Сяо і Сян» — одна з восьми картин, створених художниками-чаньцамі. Річки Сяо і Сян були улюбленою темою для багатьох традиційних живописців. Так що і з погляду вибору умовного об'єкта зображення і з погляду вибудовування простору картини Муці знаходиться в загальному річищі традиції. Найістотнішою відмінністю є зміна ролі мотиву туману і ширше — мальовничій порожнечі, яка виступає в цьому пейзажі на передній план. Туман Муці не рівнозначний іншим мотив і не джерело виникнення всіх можливих об'єктів, але якась фінальна стадія, до якої приходить усе багатство видимого світу. Мальовнича порожнеча на картині — це не тільки туман, що огортає гірські вершини, «з'їдає» силуети дерев: плями туші, що являють собою різні об'єкти на цьому свиті, виконані густим тоном по краях і полегшеним — до центру, і це сприяє відчуттю, що порожнеча роз'їдає видимий світ зсередини.